# John Edwards Holbrook
John Edwards Holbrook, född 31 december 1796 i Beaufort i South Carolina, död 8 september 1871 var en amerikansk zoolog och herpetolog.
Holbrook sammanställde det första översiktliga illustrerade verket över Nordamerikas groddjur och kräldjur, North American Herpetology; or, A Description of the Reptiles Inhabiting the United States. Böckerna i den första upplagan i fyra volymer (1836-1840) är väldigt sällsynta, eftersom Holbrook försökte elda upp hela upplagan, sedan han fått dålig kritik för färgplanscherna. Förstaupplagan finns nu digitaliserad i Biodiversity Heritage Library.
Den andra upplagan i fem volymer fick ett betydligt bättre mottagande och anses fortfarande vara ett referensverk på området.

## Publikationer
- Holbrook, John Edwards, North American Herpetology; or A Description of the Reptiles Inhabiting the United States, Philadelphia: J. Dobson (1842)
- Holbrook, John Edwards, Southern Ichthyology; or, a Description of the Fishes inhabiting the Waters of South Carolina, Georgia, and Florida', New York: Wiley & Putnam (1847)
- Holbrook, John Edwards, Ichthyology of South Carolina, Charleston, South Carolina: Russell (1860)
- Holbrook, John Edward, "Fish observed in Florida, Georgia, &c.", J. Acad. Nat. Sci. Philadelphia (1855)
- Holbrook, John Edwards och Reese E. Griffin, “John Edwards Holbrook papers 1819-1860”
- Holbrook, John Edwards, Fishes of Florida, Georgia, etc. Charleston: Russell & Jones (1965)